# Reichskanzler (Kartoffel)

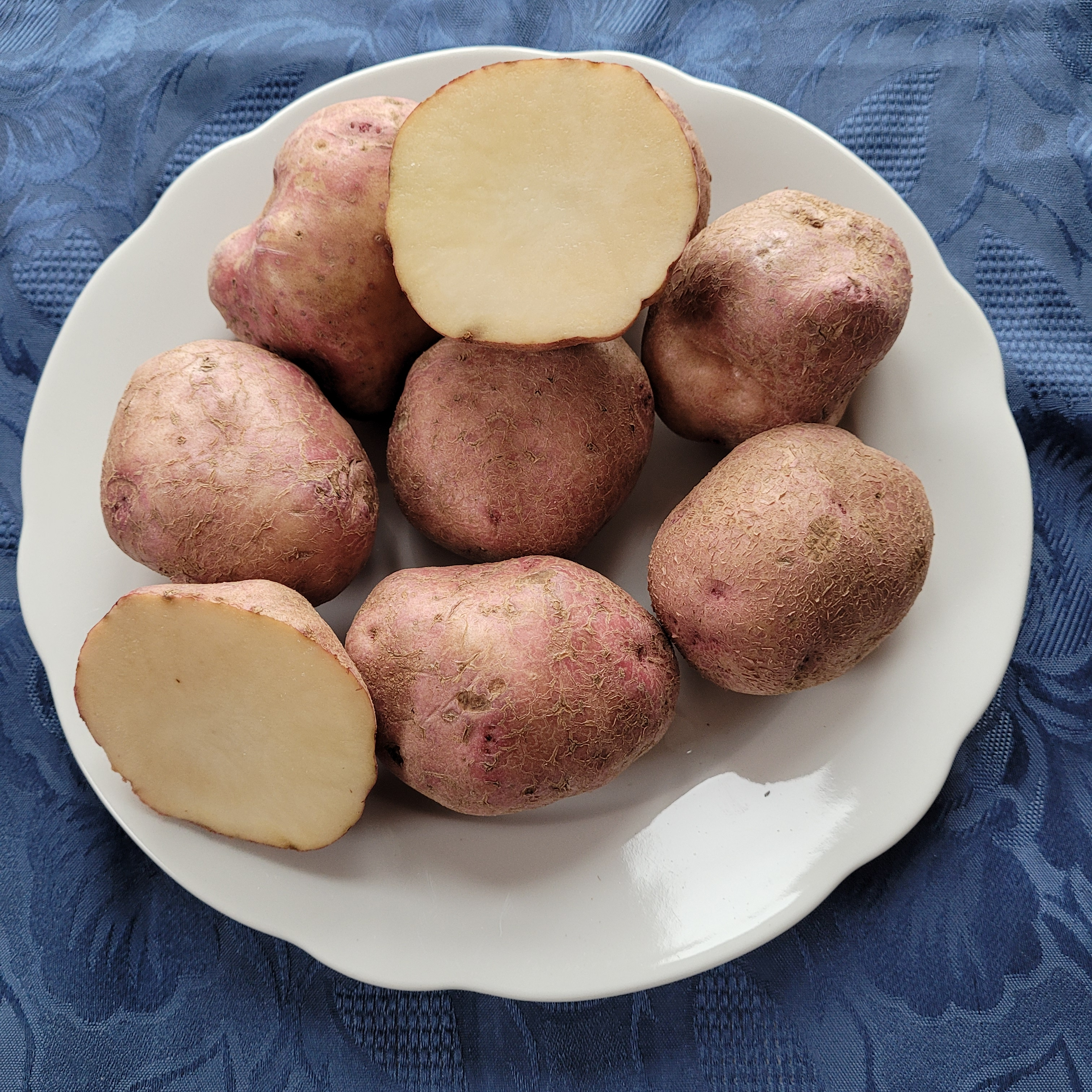
Kartoffelsorte Reichskanzler

Reichskanzler ist eine späte, mehligkochende Kartoffelsorte mit gutem Ertrag. Sie ist universell einsetzbar und relativ unempfindlich gegenüber Pflanzenkrankheiten.
Reichskanzler wurde 1885 von Wilhelm Richter aus Zwickau gezüchtet. Sie ist eine Kreuzung aus der Sorte DABER und einem unbekannten Sämling.
Wilhelm Richter revolutionierte die Kartoffelzüchtung durch die erstmals angewendete Blütenkreuzung.

## Charakteristik
Die Sorte Reichskanzler hat rotviolette Blüten und ein dichtes Blattwerk. Die Blütenhäufigkeit ist mäßig bis häufig, der Lichtspross ist rosafarben.
Die Knolle ist mittelgroß, die Form ist rund bis oval mit weißem Fleisch. Die Schale ist gelbrosa und glatt mit roten Flecken, die Augen sind mittel- bis flachliegend.
Im Deutschen Bundessortenamt ist die Sorte gelistet mit den Kennbuchstaben K und der Kennzahl 4431.

## Resistenzen
Die Sorte Reichskanzler ist immun gegen den Kartoffelkrebs, ausgelöst durch den Pilz Synchytrium endobioticum. Sie ist stark resistent gegen den Kartoffelschorf, ist aber anfällig gegenüber Goldnematoden.